# Eunice coccinea
Eunice coccinea är en ringmaskart som beskrevs av Grube 1878. Eunice coccinea ingår i släktet Eunice och familjen Eunicidae. Inga underarter finns listade i Catalogue of Life.